# Alenka Jensterle Doležal
Alenka Jensterle-Doležal(ová), slovenska pisateljica, pesnica, prevajalka in literarna zgodovinarka. * 18. december 1959, Jesenice.
Alenka Jensterle Doležal predava slovensko književnost na Filozofski fakulteti v Pragi. 

## Življenje
Študirala je slovenski jezik in književnost, primerjalno književnost in filozofijo. Diplomirala je leta 1983 na Filozofski fakulteti v Ljubljani z diplomsko nalogo o moderni slovenski drami. Leta 1989 je magistrirala z delom Tragičnost v modernim slovenski drami. Leta 2000 je doktorirala z disertacijo  Mit o Antigoni v zahodno- in južnoslovanskih dramatikah sredi 20. stoletja. Konec 80-ih je poučevala slovenščino na Gimnaziji Poljane. Večkrat je bila zaposlena kot lektorica za slovenski jezik. Od 1985 do 1987 je bila lektorica na Filozofski fakulteti Karlove univerze v Pragi, od 1996 do 2000 na Jagelonski fakulteti v Krakovu (na Poljskem). V letu 2000/ 2001 je delovala na univerzi v Nottinghamu (Angliji). V študijskem letu 1990/1991 je imela Fulbrightovo štipendijo na Kolumbijski univerzi v New Yorku. Od 1992 do 1996 je bila zaposlena kot znanstvena sodelavka na Slavističnem inštitutu češke Akademije znanosti  v Pragi. Od leta 2002 je zaposlena kot predavateljica za slovensko književnost in slovanske književnosti na Katedri za južnoslovanske in balkanistične študije Filozofske fakultete Karlove univerze v Pragi. V letih 2010 in 2013 je bila pol leta gostujoča profesorica na Dunaju. Je tudi pesnica, prozaistka, esejistka in prevajalka. 

## Delo
Ukvarja se s slovensko moderno, z reprezentacijo žensk v slovenski književnosti in s slovensko-češkimi odnosi. Raziskuje literarne opuse in recepcijo slovenskih avtoric. Je avtorica štirih znanstvenih monografij  in številnih znanstvenih člankov in študij. Uredila je tudi nekaj zbornikov in kolektivnih monografij. Izdala je sedem literarnih del. Odlomki so izšli v številnih antologijah in časopisih: prevedeni so v hrvaščino, češčino, angleščino, poljščino, slovaščino in romunščino. Sodelovala je tudi na številnih literarnih festivalih.
Je predsednica praške sekcije Literarnovedne društva na Češkem in vodja doktorska študija Slovanske literature na Filozofski fakulteti v Pragi.  Organizira slovensko-češke stike in številna znanstvena srečanja, simpozije in konference v Pragi. Od leta 2014 organizira festival Mladi mesec – festival slovenskih pesnic v češki kulturi. Leta 2013 je bila njena zbirka Pesmi v snegu nominirana za Jenkovo nagrado. 2014  je od Veleposlaništva Slovenije v Češki republiki prejela priznanje za podpiranje slovensko-češko stikov in širjenje slovenske kulture in književnosti na Češkem.  Leta 2017 je prejela nagrado mira za dosežke v znanosti in književnosti ter za širjenje slovensko-čeških vezi. Leta 2025 je prejela nagrado kresnice za najboljšo pesniško zbirko v letu 2024.   

## Izbrna bibliografija

### Poezija
- Juditin most (1990) (COBISS)
- Pokrajine začetka (1994) (COBISS)
- Přeludy (1996) (COBISS)
- Zapiski za S.G. (2006)
- Pesmi v snegu (2012) (COBISS)
- Nostalgične pesmi Ljubljana: Apokalipsa, 2018. (COBISS)

### Proza
- Temno mesto (1993) (COBISS)
- Pomen hiše (Ljubljana: Zveza Modra ptica. 2015) (COBISS)
- O ljubezni, vojni, izgubi in pozabi, 2025 (COBISS)

### Znanstvene monografije
- Mit o Antigoni v zahodno- in južnoslovanskih dramatikah sredi 20. stoletja. Ljubljana: Slovenska matica. 2004. (COBISS)
- V krogu mitov: O ženski in smrti v slovenski književnosti. Zvezek 13. Ljubljana: Slavistična knjižnica. 2008. (COBISS)
- Avtor, tekst, kontekst, komunikacija. Poglavja iz slovenske moderne. Številka 103. Maribor: Mednarodna knjižna zbirka Zora, Založba Oddelka za slovanske književnosti in jezike Filozofske fakultete Univerze v Mariboru. 2014. (COBISS)
- Ključi od labirinta. O slovenski poeziji. Številka 122. Maribor, Bialsko-Biala, Budapest, Kensas, Praha: Mednarodna knjižna zbirka Zora, Založba  Univerze v Mariboru. 2017. (COBISS)
- Mezikulturní dialog. Slovinské stopy v českém prostředí.  Práce Filozofické fakulty Univerzity Karlovy. Ediční rada Varia. Praha: Nakladatelství Filozofické fakulty UK, 2022. (COBISS)
- Slovene Women Writers at the Beginning of the 20th Century. Maribor, Bialsko-Biala, Budapest, Kensas, Praha: Mednarodna knjižna zbirka Zora, založba  Univerze v Mariboru (št. 152), 2023. (COBISS)

### Uredniško delo
- Alenka Jensterle Doležalová – Jasna Honzak Jahič (ur.), Edvard Kocbek (1904– 1981), Praha: Národní knihovna ČR – Slovanská  knihovna), 2007. (COBISS)
- Alenka Jensterle Doležalová – Jasna Honzak Jahič (ur.), Zofka Kveder (1878 –1926), Praha: Národní knihovna ČR – Slovanská knihovna, 2008. (COBISS)
- Alenka Jensterle Doležalová (ur.), Vzájemným pohledem, V očeh drugega, Česko-slovinské a slovinské české styky ve 20 století, Praha: Národní knihovna ČR – Slovanská knihovna, 2011.(COBISS)
- Alenka Jensterle Doležalová – Jasna Honzak Jahič – Andrej  Šurla (ur.), Sto let slovenistiky na Univerzitě Karlově v Praze. Pedagogové a vědci ve stínu dějin, Praha: Filozofická fakulta Univerzity Karlovy, 2014. (COBISS)
- Alenka Jensterle Doležal,(ur.), Z Lublaně přes Vídeň do Prahy: (Ivan Cankar a jeho současníci) = Iz Ljubljane preko Dunaja v Prago: (Ivan Cankar in njegovi sodobniki) / 1. vyd. , (Publikace Slovanské knihovny; 85).  Praha, 2020. (COBISS)

### Izbor člankov
- Eksperimentalna poezija v šestdesetih in sedemdesetih letih na Slovenskem. Slavia. 1994, 74, Praha, s. 287-298.
- Mitologizacija ženske v Cankarjevi prozi. In Miran Hladnik in Gregor Kocijan. Slovenski roman. Ljubljana: Center za slovenščino kot tuji/drugi  jezik pri Oddelku za slovenistiko Filozofske fakultete, 2003, s. 109-119.
- Kategorija tesnobe v kratki prozi: Slavko Grum in Franz Kafka. Primerjalna književnost. 2009,  32, 1, Ljubljana, s. 163-172.
- Fenomen mesta v opusu Ivana Cankarja in Zofke Kveder. Jezik in slovstvo. 2012, LV,  5-6, Ljubljana, s. 57-71.
- Myth about Woman in the Slovene Moderna: Mother or Whore. Slovene Studies.  2009, 30, 2, Bowling Green, Ohio, s. 149-160.
- Rána poezie slovinského básníka Tomaže Šalamuna ve světle evropské neoavantgardy. Česká slavistika 2012 – 2013. Josef Dobrovský a problémy současné slavistiky. Slavica Litteraria. 2012, 15, 2, Brno: FF, Masaryková univerzita, s. 177-183.
- Simbolizem v Župančičevi drami Noč na verne duše. In: Mateja Pezdirc Bartol (ed.), Simpozij Obdobja 31. Slovenska dramatika, Ljubljana: Center za slovenščino kot drugi jezik (Znanstvena založba Filozofske Fakultete), 2012, s. 111-119.

### Učbenik
- Slovinský romantismus. In: ČERNÝ Marcel, JENSTERLE-DOLEŽALOVÁ, Alenka, HORÁKOVÁ Jarmila, I. MIKUŠIAK, M. NEDVĚDOVÁ K. Milada, OTČENÁŠEK Jaroslav (ed.), VINŠ Přemysl. Počátky novodobých literatur a metamorfózy romantismu u jižních Slovanů, Rumunů a Albánců. Praha: Univerzita Karlová v Praze, Vydavatelství Filozofické fakulty, Varia, 2016, s. 315-375.